# 艾特魯亞·紐文
艾特魯亞·紐文（Arthur Numan，1969年12月14日—），荷蘭前足球運動員，司職後衛。

## 生平

### 早年
他在業餘球隊SV Beverwijk出道，後加入哈亞林。原本司職進攻中場，但長期被定位為左後衛。

### 燕豪芬
1991-92年球季加盟小型球會川迪，即使是後衛，亦取得過入球。他被任命為隊長，也是荷蘭21歲以下國家隊的隊長。然而，直到加盟燕豪芬後，其存在才得到正視。1992年10月14日在世界盃外圍賽中首度代表國家隊，以2-2和波蘭。

### 格拉斯哥流浪
1998年5月加盟蘇格蘭球會格拉斯哥流浪，但常受傷患困擾。2003-04年球季，他拒絕與球會簽新約，終於宣告離隊。

### 國際賽生涯
紐文被列入1994年世界杯參賽名單，但幾乎沒上過場，只是在對愛爾蘭的比賽中後備上陣。1996年歐洲國家盃又再出賽，也是一場都沒上陣。
直到1998年世界杯他才真正出場，上陣所有小組賽，但在八強賽領第二張黃牌離場，最後入了四強，只贏得第四名。2000年歐洲國家盃他亦很少上陣，而國家隊也在四強賽以互射十二碼不敵意大利。
2002年後退出國家隊。

## 教練生涯
2008年12月，他上任荷蘭乙隊主教練。

## 榮譽
- 荷甲:: 1996-97
- 荷蘭盃: 1995-96
- 荷蘭超級盃: 1995-96, 1996-97, 1997-98
- 蘇超: 1999, 2000, 2003
- 蘇格蘭盃: 1999, 2000, 2002, 2003
- 蘇格蘭聯賽盃: 1999, 2002, 2003

## 外部連結
- Loyal Rangers Supporters Club Milngavie （页面存档备份，存于） (Supporter Fan Club named after Arthur Numan)
- Soccerbase player profile
- 艾特魯亞·紐文 檔案及數據 Wereld van Oranje （荷兰文）